# Intensidad de sonido
La intensidad de sonido se define como la potencia acústica transferida por una onda sonora por unidad de área normal a la dirección de propagación:
{\displaystyle I={P \over A}};
donde I es la intensidad de sonido, P es la potencia acústica y A es el área normal a la dirección de propagación.
También se puede expresar en función de la presión acústica y la densidad del medio de propagación como:
| Símbolo               | Nombre                                                                | Unidad | Fórmula                  |
| --------------------- | --------------------------------------------------------------------- | ------ | ------------------------ |
| {\displaystyle I}     | Intensidad de sonido                                                  |        |                          |
| {\displaystyle p}     | Presión acústica pico (Presión manométrica, amplitud de la sinusoide) | Pa     |                          |
| {\displaystyle Z}     |                                                                       |        | {\displaystyle Z=\rho c} |
| {\displaystyle c}     | Velocidad de propagación en el medio                                  | m/s    |                          |
| {\displaystyle \rho } | Densidad del medio                                                    | kg/m3  |                          |

Si el parámetro introducido en presión acústica fuese el valor eficaz de la señal sonora, desaparecería el 2 del denominador.

## Intensidad de sonido de una onda esférica
En el caso de una onda esférica que se transmite desde una fuente puntual en el espacio libre (sin obstáculos), cada frente de onda es una esfera de radio r. En este caso, la intensidad acústica es inversamente proporcional al área del frente de onda (A), que a su vez es directamente proporcional al cuadrado de la distancia a la fuente sonora.
| Símbolo           | Nombre                       |
| ----------------- | ---------------------------- |
| {\displaystyle I} | Intensidad de sonido         |
| {\displaystyle P} | Potencia acústica            |
| {\displaystyle A} | Área del frente de onda      |
| {\displaystyle r} | Distancia a la fuente sonora |

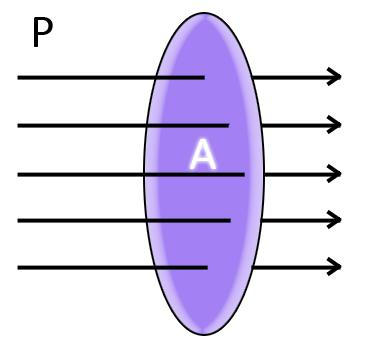

La unidad utilizada por el Sistema Internacional de Unidades es el vatio por metro cuadrado (W/m²).
El oído humano tiene la capacidad de escuchar sonidos a partir de una intensidad de 10-12 W/m². Esta intensidad se conoce como umbral de audición. Cuando la intensidad supera 1 W/m², la sensación se vuelve dolorosa.
Dado que en el rango de intensidades que el oído humano puede detectar sin dolor hay grandes diferencias en el número de cifras empleadas en una escala lineal, es habitual utilizar una escala logarítmica. Por convención, en dicha escala logarítmica se emplea como nivel de referencia el umbral de audición. La unidad más empleada en la escala logarítmica es el decibelio.
| Símbolo                | Nombre                                  | Unidad |
| ---------------------- | --------------------------------------- | ------ |
| {\displaystyle B_{dB}} | Nivel de intensidad acústica            | dB     |
| {\displaystyle I}      | Intensidad acústica en la escala lineal | W/m2   |
| {\displaystyle I_{0}}  | Umbral de audición = 10-12              | W/m2   |

## Factores que determinan la intensidad del sonido
1. También depende de la superficie de dicha fuente sonora. El sonido producido por un diapasón se refuerza cuando este se coloca sobre una mesa o sobre una caja de paredes delgadas que entran en vibración. El aumento de la amplitud de la fuente y el de la superficie vibrante hacen que aumente simultáneamente la energía cinética de la masa de aire que está en contacto con ella; esta energía cinética aumenta, en efecto, con la masa de aire que se pone en vibración y con su velocidad media (que es proporcional al cuadrado de la amplitud).
2. La intensidad de percepción de un sonido por el oído depende también de su distancia a la fuente sonora. La energía vibratoria emitida por la fuente se distribuye uniformemente en ondas esféricas cuya superficie aumenta proporcionalmente al cuadrado de sus radios; la energía que recibe el oído es, por consiguiente, una fracción de la energía total emitida por la fuente, tanto menor cuanto más alejado está el oído. Esta intensidad disminuye 6dB cada vez que se duplica la distancia a la que se encuentra la fuente sonora (ley de la inversa del cuadrado). Para contrarrestar este debilitamiento, se canalizan las ondas por medio de un "tubo acústico" (portavoz) y se aumenta la superficie receptora aplicando al oído una "trompeta acústica".
3. Finalmente, la intensidad depende también de la naturaleza del medio elástico interpuesto entre la fuente y el oído. Los medios no elásticos, como la lana, el fieltro, etc., debilitan considerablemente los sonidos.

La intensidad del sonido que se percibe subjetivamente que es lo que se denomina sonoridad y permite ordenar sonidos en una escala del más fuerte al más débil.